# موريس أجير
موريس أجير (بالإنجليزية: Maurice Ager)‏ مواليد 9 فبراير 1984 في ديترويت، هو لاعب كرة سلة أمريكي معتزل بدأ مسيرته الاحترافية في سنة 2006 حيث تم اختياره من قبل فريق دالاس مافيريكس خلال الدرافت. يبلغ طوله 6 قدم 5 بوصة (2.0 م). اعتزل اللعب في 2010.

## فرق لعب لها
- دالاس مافيريكس
- بروكلين نتس
- نادي إشبيلية لكرة السلة
- مينيسيوتا تيمبر وولفز

## إحصائيات المسيرة

### الموسم الاعتيادي
| السنة   | الفريق                | لعب | بدأ | دقيقة | ميداني% | ثلاثية | حرة  | ارتداد | صنع | استلاب | تصدي | نقطة |
| ------- | --------------------- | --- | --- | ----- | ------- | ------ | ---- | ------ | --- | ------ | ---- | ---- |
| 2006–07 | دالاس مافيريكس        | 32  | 1   | 6.7   | .314    | .333   | .606 | .7     | .2  | .1     | .1   | 2.2  |
| 2007–08 | دالاس مافيريكس        | 12  | 3   | 6.4   | .185    | .000   | .833 | .3     | .3  | .0     | .1   | 1.3  |
| 2007–08 | بروكلين نتس           | 14  | 0   | 6.3   | .421    | .273   | .167 | .6     | .3  | .0     | .0   | 2.6  |
| 2008–09 | بروكلين نتس           | 20  | 0   | 4.9   | .349    | .000   | .500 | .5     | .2  | .1     | .1   | 1.7  |
| 2010–11 | مينيسيوتا تيمبر وولفز | 4   | 0   | 7.3   | .545    | .750   | .000 | .5     | .3  | .3     | .0   | 3.8  |
| المسيرة |                       | 82  | 4   | 6.2   | .339    | .250   | .566 | .6     | .2  | .1     | .1   | 2.1  |

### التصفيات
| السنة   | الفريق         | لعب | بدأ | دقيقة | ميداني% | ثلاثية | حرة  | ارتداد | صنع | استلاب | تصدي | نقطة |
| ------- | -------------- | --- | --- | ----- | ------- | ------ | ---- | ------ | --- | ------ | ---- | ---- |
| 2007    | دالاس مافيريكس | 3   | 0   | 8.0   | .556    | .667   | .500 | 1.0    | .0  | .0     | .0   | 5.0  |
| المسيرة |                | 3   | 0   | 8.0   | .556    | .667   | .500 | 1.0    | .0  | .0     | .0   | 5.0  |

## روابط خارجية
- موريس أجير على موقع الاتحاد الدولي لكرة السلة (الإنجليزية)
- موريس أجير على موقع إن بي أي (الإنجليزية)
- موريس أجير على موقع سبورتس رفرنس (الإنجليزية)
- موريس أجير على موقع الدوري الإسباني لكرة السلة (الإسبانية)
- موريس أجير على موقع كرة السلة الأوروبية.كوم (الإنجليزية)
- موريس أجير على موقع كلية كرة السلة في سبورتس رفرنس.كوم (الإنجليزية)
- موريس أجير على موقع ريلجم (الإنجليزية)
- موريس أجير على موقع بروبوليرز (الإنجليزية)
- موريس أجير على موقع سبورتس رفرنس (الإنجليزية)
- موريس أجير على موقع سبورتس رفرنس (الإنجليزية)